# John A. Fairlie
John Archibald Fairlie (* 30. Oktober 1872 in Glasgow; † 23. Januar 1947 in Atlanta) war ein US-amerikanischer Historiker und Politikwissenschaftler schottischer Herkunft, der zuletzt an der University of Illinois lehrte. Er amtierte 1928/29 als Präsident der American Political Science Association (APSA).
Fairlies Familie siedelte 1881 von Schottland in die Vereinigten über und ließ sich in Jacksonville, Florida nieder, wo der Junge seinen High-School-Abschluss machte. Anschließend studierte er an der Harvard University, wo er 1895 den Bachelor-Abschluss machte und 1896 den Master-Abschluss. 1898 wurde er an der Columbia University zum Ph.D. promoviert. Es folgten Jahre als Assistenzprofessor an der University of Michigan. Seit 1909 war er Professor an der University of Illinois, wo er jahrzehntelang mit seinem Kollegen James Wilford Garner zusammenarbeitete.

## Schriften (Auswahl)
- County government and administration. The Century Co., New York 1930.
- British war administration. Oxford University Press, New York 1919.
- The national administration of the United States of America. The Macmillan Company, New York 1905.